# Stonesiella
Stonesiella es un género de plantas con flores perteneciente a la familia Fabaceae. Su única especie:  Stonesiella selaginoides (Hook.f.) Crisp & P.H.Weston, es originaria de Australia en Tasmania.

## Sinonimia
- Pultenaea selaginoides Hook. f.,